# Marina Erakovic
Marina Erakovic (croata: Marina Eraković; Split, Yugoslavia, 6 de marzo de 1988) es una extenista profesional de Nueva Zelanda, retirada a finales de 2018.
Aunque nació en Split, actual Croacia, se trasladó a los 6 años con su familia a Auckland, donde reside actualmente.
En 2004, haciendo pareja con Michaella Krajicek, conquistó el US Open júnior, y en 2005, junto con Victoria Azarenka, ganó el Abierto de Australia júnior. Además, Erakovic fue finalista del Torneo de Wimbledon en 2004 y 2005 en categoría júnior formando pareja con Monica Niculescu.

## Títulos (9; 1+8)

### Individuales

#### Títulos (1)
| Leyenda: Antes de 2009     | Leyenda: A partir de 2009 |
| -------------------------- | ------------------------- |
| Grand Slam (0)             |                           |
| WTA Tour Championships (0) |                           |
| Tier I (0)                 | Premier Mandatory (0)     |
| Tier II (0)                | Premier 5 (0)             |
| Tier III (0)               | Premier (0)               |
| Tier IV & V (0)            | International (1)         |

| N.º | Fecha                 | Torneo  | Superficie | Oponente en la final | Resultado |
| 1.  | 23 de febrero de 2013 | Memphis | Dura (i)   | Sabine Lisicki       | 6-1, ret. |

#### Finalista (4)
- 2011: Quebec (pierde ante Barbora Záhlavová-Strýcová).
- 2012: Memphis (pierde ante Sofia Arvidsson).
- 2013: Quebec (pierde ante Lucie Šafářová).
- 2016: Rabat (pierde ante Tímea Bacsinszky).

### Dobles

#### Títulos (8)
| Leyenda: Antes de 2009     | Leyenda: A partir de 2009 |
| -------------------------- | ------------------------- |
| Grand Slam (0)             |                           |
| WTA Tour Championships (0) |                           |
| Tier I (0)                 | Premier Mandatory (0)     |
| Tier II (0)                | Premier 5 (0)             |
| Tier III (3)               | Premier (1)               |
| Tier IV & V (0)            | International (4)         |

| N.º | Fecha                 | Torneo           | Superficie | Compañera           | Oponentes en la final                  | Resultado           |
| 1.  | 21 de junio de 2008   | 's-Hertogenbosch | Hierba     | Michaella Krajicek  | Liga Dekmeijere Angelique Kerber       | 6-3, 6-2            |
| 2.  | 5 de octubre de 2008  | Tokio            | Dura       | Jill Craybas        | Ayumi Morita Aiko Nakamura             | 4-6, 7-5, [10-6]    |
| 3.  | 26 de octubre de 2008 | Luxemburgo       | Dura (i)   | Sorana Cîrstea      | Vera Dushevina Mariya Koryttseva       | 2-6, 6-3, [10-8]    |
| 4.  | 14 de febrero de 2010 | Pattaya City     | Dura       | Tamarine Tanasugarn | Anna Chakvetadze Ksenia Pervak         | 7-5, 6-1            |
| 5.  | 16 de octubre de 2011 | Linz             | Dura (i)   | Yelena Vesniná      | Julia Görges Anna-Lena Grönefeld       | 7-5, 6-1            |
| 6.  | 15 de julio de 2012   | Stanford         | Dura       | Heather Watson      | Jarmila Gajdosova Vania King           | 7-5, 7-6(7)         |
| 7.  | 24 de agosto de 2012  | Dallas           | Dura       | Heather Watson      | Līga Dekmeijere Irina Falconi          | 6-3, 6-0            |
| 8.  | 20 de junio de 2014   | 's-Hertogenbosch | Hierba     | Arantxa Parra       | Michaella Krajicek Kristina Mladenovic | 0-6, 7-6(5), [10-8] |

#### Finalista (7)
- 2008: Estambul (junto a Polona Hercog pierden ante Jill Craybas y Olga Govortsova).
- 2010: Portoroz (junto a Anna Chakvetadze pierden ante Vladimíra Uhlířová y María Kondrátieva).
- 2011: Auckland (junto a Sofia Arvidsson pierden ante Květa Peschke y Katarina Srebotnik).
- 2012: Hobart (junto a Chuang Chia-jung pierden ante Irina-Camelia Begu y Monica Niculescu).
- 2013: Madrid (junto a Cara Black pierden ante Anastasiya Pavliuchenkova y Lucie Šafářová).
- 2013: Estrasburgo (junto a Cara Black pierden ante Kimiko Date-Krumm y Chanelle Scheepers).
- 2014: New Haven (junto a Arantxa Parra Santonja pierden ante Andreja Klepač y Silvia Soler Espinosa).

## Clasificación en torneos del Grand Slam

### Singles
| Torneos         | 2006 | 2007 | 2008 | 2009 | 2010 | 2011 | 2012 | 2013 | 2014 | 2015 | G-P |
| --------------- | ---- | ---- | ---- | ---- | ---- | ---- | ---- | ---- | ---- | ---- | --- |
| Australian Open | A    | Q2   | Q1   | 2R   | 1R   | Q2   | 2R   | 1R   | 2R   | 1R   | 3-6 |
| French Open     | Q2   | Q1   | 2R   | A    | A    | 1R   | 1R   | 3R   | 2R   |      | 4–5 |
| Wimbledon       | A    | Q1   | 3R   | A    | Q2   | 2R   | 2R   | 3R   | 1R   |      | 6–5 |
| U.S. Open       | A    | Q3   | 1R   | A    | A    | 1R   | 1R   | 3R   | 2R   |      | 3–5 |

### Dobles
| Torneos         | 2006 | 2007 | 2008 | 2009 | 2010 | 2011 | 2012 | 2013 | 2014 | 2015 | G-P |
| --------------- | ---- | ---- | ---- | ---- | ---- | ---- | ---- | ---- | ---- | ---- | --- |
| Australian Open | A    | A    | A    | 1R   | 1R   | 1R   | 1R   | 1R   | 1R   |      | 0-6 |
| French Open     | A    | A    | 2R   | A    | A    | A    | 1R   | CF   | CF   |      | 7–4 |
| Wimbledon       | A    | A    | 1R   | A    | 1R   | SF   | 3R   | 2R   | 1R   |      | 7–6 |
| U.S. Open       | A    | A    | CF   | A    | A    | 1R   | 1R   | 3R   | 2R   |      | 6–5 |